# Facundo Pieres
Facundo Pieres (Buenos Aires, 19 maggio 1986) è un giocatore di polo argentino.
Attualmente è classificato al secondo posto nella graduatoria mondiale .
Nato da una famiglia di giocatori di polo, la sua carriera è iniziata nel 1997, quando vinse la Copa Potrillos con la squadra Juniores del Club Ellerstina, fondato dal padre Gonzalo Pieres e dal magnate australiano dei media Kerry Packer, dopodiché ha giocato in Argentina, sempre nell'Ellestrina ma nella squadra maggiore, Stati Uniti e Regno Unito, vincendo vari trofei come l’'Open Hurlingham, il Tortugas Open e il Jockey Club Open in Argentina, e la Coppa della Regina in Inghilterra nel 2008, anche se a causa di un infortunio non ha potuto prendere parte alla finale .
È stato promosso ad un handicap di 10 quando aveva solo 19 anni stabilendo così un nuovo primato, detenuto in precedenza da Adolfo Cambiaso.